# Franca Magnani
Franca Magnani (geb. Schiavetti; * 1. Juli 1925 in Rom; † 28. Oktober 1996 ebenda) war eine italienische Journalistin, Schriftstellerin und freie Autorin für diverse TV- und Printmedien in Deutschland und der Schweiz. Ab 1964 arbeitete sie als erste Auslandskorrespondentin des deutschen Fernsehens für die ARD in Rom.

## Leben

### Kindheit und Jugend
Franca Magnani war die zweitgeborene Tochter des Chefredakteurs der italienischen antifaschistischen Zeitung La Voce Repubblicana, Fernando Schiavetti und seiner Ehefrau Giulia Bondanini Schiavetti. Als die Familie 1926 aufgrund der oppositionellen Einstellung des Vaters gegenüber der Regierung Opfer faschistischer Übergriffe wurde, siedelte der Vater nach Marseille über. Seine Frau folgte ihm mit der älteren Tochter. Franca Magnani, zu dieser Zeit noch zu jung für die Flucht, wuchs bei ihrem Großvater Chino in Todi, einer Provinzstadt in Umbrien auf. Nachdem der Großvater 1928 die Erlaubnis des damaligen italienischen Diktators Benito Mussolini dazu eingeholt hatte, wurde Magnani zu ihren Eltern nach Frankreich gebracht. Der Vater, ein überzeugter Antifaschist, äußerte dem Großvater gegenüber sein Missfallen: „Das verzeihe ich Ihnen nie, daß Sie dem Duce Gelegenheit gegeben haben, sich großzügig zu zeigen.“
Magnani waren ihre Eltern anfangs fremd. Dennoch lebte sie sich schnell in ihrer neuen Umgebung ein. In Frankreich besuchte Magnani die Schule und lernte Französisch. Als Magnanis Vater seine Arbeitsstelle als Lastwagenfahrer verlor, emigrierte die Familie 1931 nach Zürich, wo der Vater eine Stelle als Lehrer und Schulleiter der Freien Italienischen Schule fand. Das Schweizer Exil war für Magnani ein Kulturschock, da ihr die Mentalität und die in der Schweiz hochgehaltenen Werte Pünktlichkeit, Ordnung und Ruhe im Gegensatz zum lebhaften, lauten Marseille neu waren. In der Schweiz besuchte Magnani unter anderem die Freie Italienische Schule, zu deren Leitern ihre Eltern ernannt worden waren. Der Unterricht orientierte sich an den antifaschistischen Idealen und sollte die Schüler „zu bewußtem und wirksamem Friedensdienst, sozialer Gerechtigkeit und internationaler Brüderlichkeit“ erziehen. Das ausdrückliche Arbeitsverbot, das ihren Eltern im Zug der Immigration auferlegt worden war, „untersagte ihnen jedwede andere Tätigkeit als die in der Aufenthaltsgenehmigung erlaubte ‚Lehrtätigkeit an der Freien Italienischen Schule‘.“ Daher litt die Familie stets unter finanziellen Problemen. Magnani empfand den Geldmangel jedoch nicht als Ungerechtigkeit, da es ihr völlig normal erschien, „daß in meiner Familie alles anders war als bei meinen Freunden“. Während des Zweiten Weltkriegs war Magnani Mitglied des sogenannten Landdienstes für jugendliche Freiwillige, da es ihre Eltern für ihre Pflicht hielten, der Schweiz einen Solidaritätsbeweis zu liefern.

### Erwachsenenalter
1944 heiratete Magnani im Alter von 19 Jahren den Schweizer Journalisten und Philosophen Arnold Künzli. Kurze Zeit später kehrte sie mit ihrem Mann nach Rom zurück. Ihre Heimat hatte Magnani durch die Sehnsucht und Hingabe ihrer Eltern kennen und lieben gelernt. Italien entsprach jedoch nicht den Vorstellungen, die sie sich im Exil über ihr Heimatland gemacht hatte. Auch in Italien fühlte sie sich „nicht wie die anderen“. Sie meinte: „Zugleich aber spürte ich, daß meine Wurzeln hier in diesem Land lagen und nicht in einem anderen. Im Guten wie im Schlechten gehörte ich zu ihm und es zu mir.“ Als Künzli eine Stelle als Auslandskorrespondent für die Basler National-Zeitung in England angeboten wurde, reiste Magnani mit ihm nach London. England begeisterte sie auf Anhieb. Insbesondere die austerity, die damals für Großbritannien charakteristische Lebensart der Nachkriegszeit, entsprach Magnanis Vorstellung von Gerechtigkeit und Bürgersinn und begleitete sie ihr Leben lang. Magnanis erste Ehe war nicht von Dauer. Nach der Trennung zog Magnani 1951 wieder nach Zürich, wo sie als Journalistin tätig wurde. Die Scheidung wurde allerdings erst ein Jahr später, 1952, von einem Schweizer Gericht vollzogen. Über ihre erste Ehe sagte Magnani, dass sie zu früh geheiratet hatte und „aus der Obhut [ihres] Vaters direkt in die [ihres] Mannes übergegangen [war].“
Ihren zweiten Mann Valdo Magnani lernte sie 1947 bei einer Delegationsreise nach Venedig und Jugoslawien kennen. Er war ein italienischer Kommunist und Parlamentsabgeordneter der kommunistischen Partei, der während des Krieges im Untergrund gekämpft hatte. Valdo Magnani war ihre große Liebe; mit ihm hatte sie zwei Kinder, Marco Magnani und Sabina Magnani von Petersdorff. Als Valdo Magnani 1951 in Opposition zur offiziellen politischen Parteilinie der KPI ging, indem er den zunehmenden Stalinismus verurteilte, stellten sich auch Magnanis Eltern gegen ihren Schwiegersohn. Erst viele Jahre später, 1956, kam es durch eine politische Rede Chruschtschows, die Valdo Magnanis den Stalinismus betreffende Ansichten bestätigte, zu einer Beilegung des familiären Konflikts.
Franca Magnani starb 1996 im Alter von 71 Jahren an einer Krebserkrankung in ihrer Geburtsstadt Rom.

### Familie und Erziehung
Der Vater, Fernando Schiavetti, erzog seine Töchter zu eigenständigem Denken. Das moralische Gerüst, auf dem seine Erziehung basierte, bildeten Freiheit und Gewissenhaftigkeit. Sein Leitgedanke war, dass man lernen müsse mit seinem eigenen Kopf zu denken und seinem Gewissen zu folgen. Auch in religiösen Angelegenheiten sollte sich Magnani stets ihre eigene Meinung bilden. Neben einem eigenen Urteilsvermögen legte der Vater besonderen Wert auf Sprache: „Der Verlust der Sprache bedeutete für ihn den Verlust der Wurzeln und der Identität.“ So lernte Magnani schon im Kindesalter die Bedeutung korrekter Ausdrucksweise und sprachlicher Kompetenz kennen. Neben ihrer Muttersprache Italienisch sprach sie fließend Deutsch, Englisch und Französisch.
Das Familienleben war sehr lebhaft, was nicht zuletzt an den vielen Besuchern lag, die Magnanis Eltern empfingen. Durch das Leben im Exil maß Magnani ihrer Familie eine besondere Bedeutung bei. Sie war eine Art Zufluchtsort, eine „Wagenburg, in der man sich geborgen fühlte und zu der natürlich auch die Freunde […] gehörten, während man sich draußen, außerhalb dieser Mauern, schutzlos vorkam“.

### Politische Position
Magnanis Leben war von Geburt an stark von politischen Ereignissen geprägt. Sowohl ihr Vater als auch ihr zweiter Mann waren beide in der Politik tätig. Obwohl Magnani sich für Politik interessierte und die politischen Einschätzungen ihres Mannes unterstützte, hat sie sich selbst nie aktiv in der Politik engagiert. Sie leistete ihren Beitrag durch ihre journalistische Arbeit, welche schließlich auch nicht unpolitisch war. Außerdem war sie eine Sympathisantin der Frauenbewegung der sechziger Jahre. Magnani war nie Kommunistin, aber sie war politisch links eingestellt. Anfang der 1980er Jahre vermittelte sie ein Treffen zwischen Willy Brandt und Italiens KP-Chef Enrico Berlinguer in ihrer Privatwohnung.

Sie war der Meinung, dass gute Politik nicht ohne Moral auskommen kann. In dieser Ansicht spiegelt sich die Erziehung ihres Vaters wider. Ihre politische Philosophie lautete: 

„Je mehr Bürger mit Zivilcourage ein Land hat, desto weniger Helden wird es einmal brauchen.“

## Journalistische Arbeit
Ebenso wie mit der Politik kam Magnani auch früh mit dem Journalismus in Berührung. Ihr Vater und Arnold Künzli, ihr erster Mann, waren beide als Journalisten tätig. Außerdem machte sie bereits in ihrer Kindheit die Bekanntschaft zahlreicher Journalisten und Politiker. So lernte Magnani mit acht Jahren den italienischen Schriftsteller Ignazio Silone kennen, mit dem sie eine lebenslange Freundschaft verband. Rückblickend sagt Magnani, dass sie in ihren Beruf hineingeboren wurde. Erstmals selbst journalistisch tätig wurde Magnani in ihrer Zeit in London. Dort lernte sie die britische Historikerin und Journalistin Elizabeth Wiskemann kennen, von der sie laut eigenen Angaben, neben ihrem Vater und Arnold Künzli, das journalistische Handwerk erlernte. Ihre ersten Artikel handelten vom Leben in London und wurden von ihrem Vater, der damals Chefredakteur eines Tagesjournals in Bologna war, veröffentlicht. Als Künzli nach Bonn versetzt wurde, begleitete ihn Magnani abermals und setzte dort ihre journalistische Laufbahn fort. Ab 1951 war sie als Journalistin für die Schweizer Frauenzeitschrift Annabelle und als freie Mitarbeiterin für die Wochenzeitung Weltwoche tätig. Dort fand sie in Mabel Zuppinger, der damaligen Chefredakteurin der Annabelle, Manuel Gasser und Georg Gerster weitere journalistische Mentoren. Ihre frühe Faszination für Film und Theater konnte sie nun gelegentlich in Form von zu Papier gebrachten Filmkritiken ausleben. Die Haltung zu ihrem Beruf war stark von ihrer Zeit im schweizerischen Exil geprägt, in der ihr die, für sie wichtigsten Tugenden im Journalismus, die Unbestechlichkeit und der Kampfgeist, nahegebracht wurden. Nach der Geburt ihrer Tochter 1954 begann Magnani wieder zu schreiben, diesmal für das Schweizer Wochenblatt Die Tat sowie für die SPD-Zeitung Vorwärts.
Ab 1964 arbeitete sie als erste Auslandskorrespondentin des deutschen Fernsehens im ARD-Studio Rom. Ihre Beiträge und Live-Sendungen behandelten überwiegend politische und soziale Thematiken sowie ihr Heimatland Italien und fanden insbesondere beim deutschen Publikum Zuspruch. „In ihren journalistischen Beiträgen spiegelten sich die neueren Geschichten Europas ebenso wider wie dessen unterschiedliche Moden, Vorlieben und Mentalitäten“. Die Erfahrungen, die sie in ihrer Kindheit mit dem antifaschistischen Widerstand gemacht hatte, prägten ihr Lebenswerk nachdrücklich.
Als 1977 der CSU-nahe Journalist Wolf Feller die Studioleitung übernahm, ging die Anzahl von Magnanis Fernsehbeiträgen erheblich zurück. Magnani fühlte sich von ihrem neuen Vorgesetzten „diskriminiert und beruflich zurückgestuft“. Der Konflikt spitzte sich zu und gipfelte 1987 in ihrer fristlosen Kündigung. Als Begründung wurden ein zerrüttetes Vertrauensverhältnis sowie die Einsparung aufgrund der verstärkt eingesetzten elektronischen Technik angegeben. Magnani, die 23 Jahre für das Bayerische Fernsehen tätig war, zog vor Gericht und gewann schließlich 1991 den Gerichtsprozess. Trotz der fristlosen Kündigung setzte Magnani ihre journalistische Tätigkeit fort. Ihre Beiträge waren regelmäßig im WDR zu hören. Dort arbeitete sie für Monitor und die West-3-Auslandssendung Weltweit. Außerdem war Magnani ein beliebter Talkshowgast und trat unter anderem bei den Sendern SFB und SWF auf. Am 2. April 1982 und am 28. August 1987 moderierte sie die NDR Talk Show.

## Auszeichnungen
- Fritz-Sänger-Preis für mutigen Journalismus „als Entwicklungshelferin für Rechts- und Freiheitssinn“[23] (1983)
- Bundesverdienstkreuz 1. Klasse des Verdienstordens der Bundesrepublik Deutschland (1992)

## Schriftstellerisches Werk

### Deutsche Werke
- Eine italienische Familie. Aus dem Italienischen von Peter O. Chotjewitz. Kiepenheuer und Witsch, Köln 2001. ISBN 3-462-03045-0.
- Wer sich erinnert, lebt zweimal. Kiepenheuer und Witsch, Köln 2000. ISBN 3-462-02887-1 (Sammelband aus Texten ihrer Werke)
- Rom: Zwischen Chaos und Wunder. Kiepenheuer und Witsch, Köln 1998. ISBN 3-462-02690-9.
- Mein Italien. Kiepenheuer und Witsch, Köln 2004. ISBN 3-462-03447-2.
- Eine Landschaft in Italien. Droemer Knaur, München 1999. ISBN 342-661-108-2.
- (Hrsg.): Toskana, Umbrien. Bucher, München/Luzern 1981. ISBN 3-7658-0354-5.
- Ciao bella! – Als Frau in Italien. Kiepenheuer und Witsch, Köln 2002. ISBN 3-462-03177-5.
- Das Mittelmeer. Bucher, München 1980. ISBN 3-765-80485-1.

### Italienische Werke
- Viaggio di un presidente. SugarCo, Mailand 1980.
- Una famiglia italiana. Feltrinelli, Mailand 1991.
- Ciao Bella! Aliberti editore, Reggio Emilia 2004.

## Film
- Köpfe, Könner und Kulissen – Franca Magnani, TV-Porträt für den WDR von Albrecht Reinhard und Wilfried Huismann, 1988